# Mátételke
Mátételke je obec v Maďarsku v Báčsko-malokumánské župě v okrese Bácsalmás.

## Poloha
Mátételke leží na jihu Maďarska. Bácsalmás - 9 km, Baja - 28 km.